# Envoyez les couleurs !
Envoyez les couleurs ! (titre original : The proper Study) est une nouvelle de science-fiction d'Isaac Asimov, parue en septembre 1968 et publiée en France dans le recueil Cher Jupiter.

## Titre
Le titre anglais est tiré d'une phrase d'Alexander Pope : « The proper study of mankind is man ». Il ménage peut-être aussi, involontairement, une allusion aux études de couleurs des peintres.

## Résumé
Le professeur Oscar Harding et son assistant Ben Fife ont inventé le neurophotoscope, un appareil capable de traduire les pensées et les émotions en ondes de couleur autour de la tête du sujet ; outre l'intérêt scientifique que cela représente en neurosciences, ces ondes influencent les émotions des spectateurs. Harding demande à leur employeur, le général Gruenwald, de pouvoir divulguer cette découverte afin d'en faire le patrimoine commun de l'Humanité.
Devant le refus du général, Harding propose une démonstration avec Steve, le sujet le plus prometteur. Steve est un arriéré mental, mais il produit des couleurs puissantes.
De fait, Gruenwald se laisse inconsciemment submerger par les émissions de Steve, et Harding en profite pour lui faire signer l'autorisation. Le neurophotoscope ne sera ainsi pas une arme secrète, mais un instrument de libération pour l'Homme.